# Quadrada
La quadrada o breu és una figura musical amb una durada de vuit pulsacions de negra, equivalent a dues rodones lligades. És representada de diverses maneres, la més comuna és amb un rectangle buit.
En la música medieval, la breu era la nota més curta, i podia ser la meitat o la tercera part d'una longa.
Sovint s'utilitzava durant el Renaixement i el Barroc formant part de les notacions en compassos de 4/2 i 3/2.

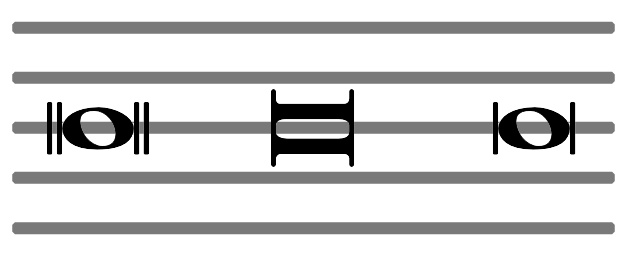
Tres formes de representar la quadrada.